# جورج دارين
جورج دارين (بالفرنسية: Georges Darien)‏ (6 أبريل 1862، باريس في فرنسا - 19 أغسطس 1921، باريس في فرنسا)؛ مؤلِّف، كاتب مسرحي وروائي فرنسي.

## روابط خارجية
- جورج دارين على موقع IMDb (الإنجليزية)
- جورج دارين على موقع قاعدة بيانات الفيلم (الإنجليزية)